# السلام الدائم
يشير السلام الدائم (بالإنجليزية: Perpetual peace) إلى حالة يسود فيها السلام في منطقة معينة دائمًا. 
اقترِحت فكرة السلام الدائم لأول مرة في القرن الثامن عشر، عندما نشر تشارلز إيرني كاستل دو سان بيير مقالته «مشروع السلام الدائم» دون ذكر اسمه أثناء عمله كمفاوض لمعاهدة أوترخت. ومع ذلك لم تصبح الفكرة معروفة حتى أواخر القرن الثامن عشر. أصبح مصطلح السلام الدائم معترفًا به عندما نشر الفيلسوف الألماني إيمانويل كانط مقالته عام 1795 بعنوان «إلى السلام الدائم: تصميم فلسفي».

## النظرة الكانطية وفروعها
تنبع الخطط الحديثة الأخرى للسلام الدائم من مقالة كانط عام 1795، «إلى السلام الدائم: تصميم فلسفي». وصف كانط في هذا المقال برنامجه المقترح للسلام. يمكن القول أن السلام الدائم هو نقطة الانطلاق للفكر الليبرالي المعاصر.
نُظِم مقال «السلام الدائم» في جزأين. وصفت المواد التمهيدية الخطوات التي ينبغي اتخاذها على الفور، أو دون توانٍ: 
1. لا تُعتبر أي معاهدة سلام سرية سارية المفعول إذا تحفظت ضمنيًا على أمر يمكن أن يؤدي إلى حرب مستقبلية.
2. لا تخضع أي دولة مستقلة، سواءً كانت كبيرة أو صغيرة، لسيطرة دولة أخرى من خلال الميراث، أو التبادل، أو الشراء، أو الهبة.
3. يجب إلغاء الجيوش الدائمة إلغاءً تامًا على مر الزمن.
4. ينبغي ألا تعقد قروض وطنية من أجل نزاعات الدول الخارجية.
5. لا يجوز لأي دولة أن تتدخل بالقوة في دستور أو حكومة دولة أخرى.
6. لا يجوز لأي دولة خلال الحرب السماح بالأعمال العدائية التي من شأنها أن تجعل الثقة المتبادلة في السلام اللاحق أمرًا مستحيلًا: مثل استخدام القتلة (البلطجية)، والسموم (العقار، المخدر)، وخرق الاستسلام، والتحريض على الخيانة في الدولة الخصم.

لا تنص المواد الثلاث النهائية على وقف الأعمال العدائية فحسب، بل تشكل أساسًا لبناء السلام:
1. يجب أن يكون الدستور المدني لكل دولة جمهوريًا.
2. ينبغي تأسيس قانون الشعوب اعتمادًا على نظام اتحادي بين الدول الحرة.
3. يقتصر قانون المواطنة العالمية على شروط الضيافة (إكرام الأجنبي) العالمية.

يشبه مقال كانط في بعض النواحي نظرية السلام الديمقراطية الحديثة، على الرغم أنها تختلف اختلافًا كبيرًا عنه. يتحدث عن الدول (الجمهورية) (وليس عن الديمقراطية)، والتي يُعرفها أن لها حكومات نيابية، إذ تُفصل السلطة التشريعية عن السلطة التنفيذية. لا يناقش كانط حق الاقتراع العام، وهو أمر بالغ الأهمية بالنسبة للديمقراطية الحديثة، ولبعض المنظرين المعاصرين، ويختلف المعلقون عليه ما إذا كان أسلوبه ينطوي ضمنًا على هذا الحق. والأمر الأكثر أهميةً هو أنه لا ينظر إلى الحكومات الجمهورية باعتبارها كافية في حد ذاتها لإنتاج السلام: حرية السفر، ولكن ليس بالضرورة الهجرة، (الضيافة)، ومن الضروري أن تعمل عصبة الأمم بوعي على تنفيذ برنامجه الذي يشتمل على ست نقاط.
على عكس بعض المنظرين المعاصرين، يدعي كانط أن الجمهوريات لن تكون في حالة سلام مع بعضها البعض فقط، ولكن شكل الحكم هذا أكثر هدوءًا من أشكال الحكم الأخرى عمومًا. 
تتلخص الفكرة العامة في أن الحكومات الشعبية والتي تقدر مسؤولياتها تكون أكثر ميلًا إلى تعزيز السلام والتجارة، وأصبحت الآن تيارًا سائدًا في الفكر الأوروبي والممارسة السياسية. كان أحد عناصر السياسة الأمريكية لجورج كانينغ والسياسة الخارجية للورد بالمرستون. تمثلت الفكرة أيضًا في الليبرالية الدولية لكل من وودرو ويلسون، وجورج كريل، وهربرت جورج ويلز، على الرغم من أن البنود الرئيسية الأخرى في برنامج كانط لها تأثير أكبر. وضِح برنامج كانط في الجيل التالي عن طريق الحريات الأربع والأمم المتحدة. 
مقالة كانط مقعد ذو ثلاثة أرجل (إضافةً لمرحلة تمهيدية تتضمن نزع السلاح). اعتمدت العديد من المشاريع من أجل السلام الدائم على ساقِ واحدة، إما بادعاء أنها كافية لصنع السلام، أو أنها ستصنع الساقين الأخريين. 
اعتمد نورمان إنجيل عام 1909 فقط على الساق الثانية، بحجة أن التجارة الحديثة جعلت الحرب غير مربحة بالضرورة، حتى بالنسبة للبلد المنتصر تقنيًا، لذلك ألف كتابًا عن احتمالات نجاح الحرب أطلق عليه الوهم العظيم. وصف جيمس مل الإمبراطورية البريطانية كمعونة خارجية للطبقات العليا، قال جوزيف شومبيتر إن الرأسمالية جعلت الدول الحديثة مسالمة بطبيعتها وتعارض الغزو والإمبريالية، والتي فضلت من الناحية الاقتصادية النخب الأرستقراطية القديمة.
تطورت هذه النظرية إلى حد كبير في الأعوام الأخيرة. يلخص مانسفيلد وبولينز، اللذان يكتبان في مجلة حل النزاعات، مجموعة كبيرة من الأعمال التجريبية التي تدعم في معظمها الفرضية. يوجد العديد من الاستثناءات والمؤهلات التي يبدو أنها تحد من الظروف التي يؤدي فيها الترابط الاقتصادي إلى الحد من الصراع. ومن ناحية أخرى، وإذا تجاوزنا الاعتماد الاقتصادي المتبادل إلى قضية الحرية الاقتصادية داخل الدول، وجد إيريك غارتسكي دليلًا تجريبيًا على أن الحرية الاقتصادية (مثلما يقيسها مؤشر الحرية الاقتصادية لمعهد فريزر) أكثر فعاليةً بحوالي خمسين مرة من الديمقراطية في الحد من الصراعات العنيفة.
أما الساق الثالثة فهي الفكرة القديمة التي تقول إن اتحاد الأمراء المسالمين قادر على إنتاج سلام دائم. ميز كانط عصبة الأمم عن الدولة العالمية، اقترح كلارنس ستريت في كتابه الاتحاد الآن (1938) اتحادًا بين الدول الديمقراطية وفقًا لدستور الولايات المتحدة. زعم أن التجارة والطرق السلمية للديمقراطية من شأنها أن تحافظ على هذا الاتحاد دائمًا، وأن تتكل على القوة المشتركة للاتحاد لردع دول المحور عن الحرب. 
في «خطة للسلام العالمي والدائم»، الجزء الرابع من مبادئ القانون الدولي (1786-89)، اقترح جيريمي بينثام أن نزع السلاح والمصالحة والتخلي عن المستعمرات من شأنه أن يؤدي إلى سلام دائم، وبالتالي الاعتماد فقط على المواد التمهيدية لكانط وعلى أي من النقاط الثلاث الرئيسية، وعلى النقيض من أصحاب النظريات الحديثة، اعتمد على الرأي العام، حتى في مواجهة الملكية المطلقة في السويد.
منذ عام 2008 ومشروع السلام الدائم الذي هو بمثابة شراكة بين معاهد الاتحاد الأوروبي الوطنية للثقافة ومعهد السلام الدولي وجامعة الأمم المتحدة ومؤسسة سلات وجامعة سيراكيوز مرتبط بمقال كانط، وهو عبارة عن فلسفة مستمرة ومبادرة منظمة لإعطاء تصور حول «إعادة كتابة» فرضية كانط وإعادة نشر المقال.